# Кассиопея Редовского
Кассиопе́я Редо́вского (лат. Cassiópe redówskii) — вид растений рода Кассиопея (Cassiope) семейства Вересковые (Ericaceae).

## Название
Вид назван в честь русского ботаника, коллектора растений, исследователя флоры Сибири и Камчатки И. И. Редовского (1774—1807).

## Ботаническое описание
Вечнозелёный приземистый кустарничек или стланик до 25, местами до 50 см высотой, с множеством приподнимающихся ветвей 3—4 мм толщиной (вместе с листьями). Листья 2—3 мм длиной и 1—1,5 мм шириной, супротивные, сидячие, чешуевидные, широко овально-эллиптические, очень плотно прижатые, голые, блестящие, по краю буроватые и реснитчатые; к верхушке реснитчатость у молодых листьев становится гуще и на конце волоски образуют «кисточку».
Цветоножки боковые, пазушные, голые, при основании окружены перепончатыми чешуями почек, расположенных в пазухах кроющих листьев, на конце сгибающиеся, так что цветки поникают, 3—7 мм длиной; при плодах выпрямляются и вытягиваются до 1 см. Чашечка глубоко четырехраздельная. Чашелистики до 2 мм длиной, кожистые, наверху с бурым перепончатым краем. Венчик 4—6 мм длиной, белый, колокольчатый, тупо-четырехзубчатый. Тычинок 8, тычиночные нити толстоватые. Пестик превышает тычинки; столбик его прямой, наверху тупой.
Плод — округлая коробочка 3 мм длиной.
Цветёт в июле—августе, плодоносит в сентябре.

## Распространение
Эндемик Дальнего Востока России, где встречается в Амурской области (Зейский район), Хабаровском крае (Верхнебуреинский и Солнечный районы), в Приморье (Уссурийский район). Согласно «Флоре СССР» (1952) описан в составе флоры Алеутских островов (Уналашка).

## Экология
Произрастает в условиях горной тундры среди сфагновых кедровников (Pinus pumila), в пихтарниках и ельниках, в курумах, на щебнистых базальтовых плато и склонах в гольцах.

## Таксономия
Cassiope redowskii (Cham. & Schltdl.) G.Don, 1834, Gen. Hist. 3: 829.
Вид кассиопея Редо́вского относится к роду Кассиопея (Cassiope) посемейства Кассиопейные (Cassiopoideae) семейства Вересковые (Ericaceae) порядка Верескоцветные (Ericales).

### Синонимы
Гомотипный синоним:
- Andromeda redowskii Cham. & Schltdl., 1826basionym

Гетеротипный синоним:
- Andromeda columellaris Fisch. ex Herder, 1872